# Kühldecke
Eine Kühldecke entzieht dem Raum Wärme. In der Regel, indem sie von gekühltem Wasser durchströmt wird. 
Die meisten Kühldecken funktionieren als Strahlungskühldecken und gehören dann zur Gruppe der Flächenheiz- und -kühlsysteme. Bei diesen werden Menge und Temperatur des Kühlwassers so geregelt, dass die Oberflächentemperatur der Decke einige Grad unterhalb der Raumlufttemperatur liegt. Um eine Tauwasserbildung zu vermeiden, muss sich die Temperaturdifferenz (Kühlmittel-Untertemperatur, KMUT) nach dem aktuellen Taupunkt, das heißt nach der vorliegenden Lufttemperatur und -feuchte der Raumluft richten. Dieser Umstand begrenzt die Kühlleistung von Kühldecken. Wenn während eines Sommergewitters etwa eine Luftfeuchte von 100 % auftritt, ist keine Kühlung mehr möglich.
Im Gegensatz zu Strahlungskühldecken, die im Raum nur minimale Luftbewegungen verursachen, erreichen Konvektionskühldecken höhere Kühlleistungen, indem sie durch Kamineffekt oder Gebläse Luftströmungen nutzen. Hierbei wird meist die Bildung von Tauwasser an den Kühlflächen inkauf genommen, welche durch einen Ablauf oder eine Kondensatpumpe abgeführt wird.
Kühldecken können in der Regel im Winter auch zur Beheizung des Gebäudes genutzt werden und werden dann auch als Klimadecke bezeichnet.

## Konvektionskühldecken
Bei den Konvektionskühldecken überwiegt der konvektive Teil beim Wärmeaustausch. Diese abgehängten Decken sind offene Konstruktionen, durch welche die Raumluft strömt. Dadurch wird die Konvektion und somit die Kühlleistung erhöht. Es werden häufig Kühlleistungen von 200 bis 300 W/m² erreicht.
Strahlungskühldecken können auch mit konvektiven Elementen kombiniert werden.

## Strahlungskühldecken
Strahlungsdecken haben eine zumeist geschlossene Oberfläche. Die Wärmeübertragung erfolgt vorwiegend durch Aufnahme der Wärmestrahlung des Raumes. Die Platzbedarf einer Strahlungskühldecke ist in der Regel kaum größer als der einer Decke ohne Kühlung.
Die empfundene Raumtemperatur hängt von der Raumlufttemperatur sowie der Temperatur der Raumumschließungsflächen ab. Eine Strahlungskühldecke kühlt weniger durch Absenkung der Raumlufttemperatur als durch die Absenkung der Oberflächentemperaturen von Decke, Fußboden und Wänden. Der Körper gibt dann an diese Flächen Strahlungswärme ab.
Mit Strahlungskühldecken können Kühlleistungen bis ca. 100 W/m² erreicht. Um die Bildung von Tauwasser an der Kühldecke zu vermeiden, muss die Kühlleistung bei hoher absoluter Luftfeuchte reduziert werden.
Strahlungsdecken reagieren eher träge und eignen sich auch aufgrund der Tauwasserproblematik weniger, um kurzfristig eine größere Kühlleistung zu erzielen. 
Strahlungskühldecken werden in der Regel durch einen Tauwasserwächter abgeschaltet, wenn sich bei warm-schwülen Wetter Kondensat an der Kühldecke bildet. Sorptionsfähige Kühldecken aus wasserspeicherndem Material können eine gewisse Tauwassermenge aufnehmen, bevor sie abgeschaltet werden müssen. Das Kondensat kann bei nächtlicher Abkühlung der Außenluft und ausreichendem Luftwechsel dann wieder an Raum- und Außenluft abgegeben werden.

### Tauwasserbildung bei Strahlungskühldecken
Entscheidend beim Betrieb einer Kühldecke ist, die Durchfeuchtung der Decke sowie das Abtropfen von flüssigem Wasser durch Kondensation der in der Raumluft enthaltenen Luftfeuchtigkeit zu vermeiden.
Dazu darf bei Strahlungskühldecken die Differenz zwischen der Temperatur der Deckenoberfläche sowie der Kühlelemente innerhalb der Decke und der Raumluft nicht allzu groß werden.
Das im Sommer in die Decke geleitete Kühlwasser sollte im mitteleuropäischen Klima in der Regel eine Temperatur von 16 °C nicht unterschreiten, um eine Durchfeuchtung der Decke durch Bildung von Tauwasser zu vermeiden. Wenn die Decke wenig Feuchtigkeit speichern kann oder eine genaue Regelung der Wassertemperatur nicht möglich ist, sollte die Vorlauftemperatur eher bei 17 bis 18 °C liegen.
Niedrigere Vorlauftemperaturen sind vorübergehend möglich, wenn die Regelung einen Taupunktwächter enthält, der den aktuellen Taupunkt durch Messung von Lufttemperatur und Luftfeuchte ermittelt und die Vorlauftemperatur entsprechend anpasst. Niedrigere Vorlauftemperaturen sind möglich, wenn eine Dampfsperre unterhalb der Kühldecke die Diffusion von Luftfeuchte in die Decke verhindert, so dass sich an den Kühlelementen innerhalb der Decke kein Tauwasser bilden kann.
Im Gegensatz zu einer Kühldecke kann eine Klimaanlage mit wesentlich kälteren Temperaturen betrieben werden, da die Tauwasserbildung innerhalb des Geräts stattfindet. Die Luftfeuchtigkeit kondensiert an der Kühlfläche und kann als Kondensat aus dem Gerät abgeführt werden. Durch die Trocknung der Luft vergrößert sich der Kühleffekt.
Je höher die Lufttemperatur ist, umso mehr Wasserdampf kann sie aufnehmen. Ist die Sättigungsgrenze überschritten, fällt der Wasserdampf in Form von Wasser aus. Der Zusammenhang wird im sogenannten h-x-Diagramm dargestellt. Beispielsweise liegt der Taupunkt der Raumluft mit 25 °C und relativer Luftfeuchte von 58 % bei 16 °C. Trifft die Luft auf eine kältere Oberfläche, bildet sich Tauwasser. 

### Behaglichkeit
Eine Strahlungskühldecke führt zu geringeren Zuglufterscheinungen gegenüber konvektiven Kühlelementen oder Klimaanlagen.
Die Zuluftmenge kann häufig auf den Mindestluftwechsel reduziert werden, wenn sie nicht zur Deckung der Kühllast beitragen muss.
Die empfundene Raumtemperatur entspricht etwa dem Mittelwert aus mittlerer Raumlufttemperatur und mittlerer Oberflächentemperatur der Umschließungsfläche.
Eine Kühldecke ist in der Lage, ein weitgehend gleichmäßiges vertikales Temperaturprofil im Raum aufzubauen. Bei Kühldecken mit hohem Strahlungsanteil liegt die empfundene Raumtemperatur um 1,5 – 2 K unterhalb der Raumlufttemperatur, was sich positiv auf die Behaglichkeit auswirkt. Je geringer der Anteil an Körperwärme, der durch Wärmestrahlung abgeben werden kann, desto größer ist die zum Wohlbefinden im Sommer nötige Luftbewegung. Durch ein Kühldeckensystem auf der Basis der Strahlungskühlung kann im Sommer der Einsatz von Klimaanlagen und Ventilatoren mit damit verbundenem Energieverbrauch, Geräuschentwicklung und Zuglufterscheinungen vermieden werden.

## Bauweisen

### Betonkernaktivierung (TABS)
Die Betonkernaktivierung oder auch Betonkerntemperierung ist eine kostengünstige Methode zum Kühlen und Erwärmen von Gebäuden. Sie nutzt die Fähigkeit der Decken und Wände im Gebäude, thermische Energie zu speichern und damit Räume zu heizen oder zu kühlen. In die Betonbauteile (meist Decken, aber auch Pfeiler oder ggf. Wände) werden vorgefertigte Rohrsysteme, so genannte „Rohrregister“, innerhalb der Bewehrungslagen eingebaut. In den Rohren zirkuliert Wasser, das je nach Temperatur Wärme aus der Decke aufnimmt (Kühleffekt) oder an die Decke abgibt (Heizen). Für die Temperierung des Wassers im Kreislauf lassen sich z. B. Energiepfähle oder Erdwärmesonden im Erdreich einsetzen. Im Kühlbetrieb kann während ca. 80 % der Nutzungszeit die Kühlenergie direkt aus der geothermischen Quelle bezogen werden. Da die Leistung einer Betonkernaktivierung durch abhängende Decken gesenkt wird, gibt es spezielle Deckensegel, die auf Basis der Betonkernaktivierung arbeiten und nur einen geringen Heiz-/Kühlleistungsverlust erzeugen. Vorteile eines solchen Segels sind die verbesserte Optik und Erhöhung der Schallabsorption.

### Eingeputzte Kühldecken
Hier werden Kapillarrohrmatten aus Kunststoff in den Deckenputz eingelegt und überputzt. Damit unterscheiden sich diese Decken nicht von herkömmlichen Putzdecken. Vorsicht ist bei der Montage von Lampen geboten, da die Kapillaren beschädigt werden können. Um das zu vermeiden, ist eine sorgfältige Planung der vorgesehenen Deckeneinbauten im Vorfeld der Installation unbedingt zu empfehlen. Kunststoff als Rohrmaterial ist sehr kostengünstig und zudem auch langlebig. Erfahrungen aus der Anwendung von Kunststoffrohren in Fußbodenheizungssystemen belegen diese Vorzüge.
Alternativ kommen dünnwandige Kupferrohre zum Einsatz. Neben der hervorragenden Kühl-Heizleistung bis zu 90 Watt/m² sind diese Systeme leicht zu montieren. Dazu werden Aluminiumleisten an der Rohdecke montiert und die Rohre eingeclipst. Diese flachoval verformten Rohre sind in Höhen von <10 mm erhältlich. Da die Rohre eine hohe mechanische Festigkeit aufweisen, dienen sie zusätzlich auch als Putzträger.

### Abgehängte Kühldecken
Abgehängte Kühldecken können genauso wie herkömmliche abgehängte Decken ausgeführt werden. Sie bestehen meist aus einer Unterkonstruktion und einer Decklage, wie z. B. Kassetten, Langfeldplatten, Paneelen, Lamellen oder Deckensegeln. Vom Kaltwasser durchströmte Kupfer- oder Kunststoffrohre geben die Kälte an aufgepresste Wärmeleitprofile meist aus Aluminium ab. Alternativ können auch Kapillarrohrmatten aus Kunststoff sehr kostengünstig eingesetzt werden. Bei Verwendung von Kapillarrohrmatten werden keine Wärmeleitbleche eingesetzt. Jedoch sollten die Kapillarrohrmatten aufgeklebt oder zumindest gut wärmeleitend aufgebracht sein. Dann gewährleistet der dichte Verlegungsabstand der einzelnen Kapillarrohre zueinander von etwa 10 Millimetern einen guten Wärmeübergang und damit eine gute Kühlleistung. Den Abschluss zum Raum bilden höherverdichtete Gipskartonplatten (GK-Klimaplatten), graphitmodifizierte Gipsplatten oder beschichtete Metallflächen.
Einen kritischen Punkt zur Funktionsfähigkeit der Kühldecke bildet die Verbindung der Wärmeleitprofile mit der gewählten Deckenuntersicht (GK oder Metall). Hier muss eine dauerhaft wärmeleitende Verbindung sichergestellt sein.
Es ist zu beachten, dass bei akustisch wirksamen abgehängten gelochten Decken Wärmeleitprofile einen Teil der Lochung verdecken und damit Einfluss auf die akustische Dämpfung haben.

### Geschlossene Kühldeckensysteme
Geschlossene Kühldecken bilden eine fugenlose Deckenfläche ohne Luftdurchlässe. Sie zählen zu den Strahlungsdecken, da die Wärmestrahlung des Raumes von der Deckenfläche absorbiert wird.

#### Fugenlose Kühldecken
Fugenlose Decken weisen eine glatte Unterseite ohne sichtbare Tragprofile oder systembedingte Fugen auf. Einzelne Deckenelemente sind nicht erkennbar. Die Beschichtung der Oberfläche erfolgt nach der Montage der einzelnen Platten. Wahlweise können die Platten aus verschiedenen Materialien bestehen (z. B. Gipskarton, Lehmbauplatten, Metall, FMA).

#### Metallkühldecken
Metallkühldecken werden geschlossen von der Rohbetondecke abgehängt. Vom Kaltwasser durchströmte Kupfer- oder Kunststoffrohre nehmen die Wärme über aufgepresste Wärmeleitprofile (meist aus Aluminium) oder bei Verwendung von Kapillarrohrmatten direkt an der Metallkassette auf. Es gibt mehrere Plattentypen zur Auswahl (z. B. Langfeldplatten, Kassetten). Diese Systeme ermöglichen eine hohe Revisionierbarkeit und eine Vielfalt an Einsatzmöglichkeiten.
Zusätzlich können Bandrasterkühldecken als schalllängsgedämmte Kühldecken ausgeführt werden, um die Schallübertragung von Raum zu Raum zu minimieren. So kann der Deckenhohlraum für Installationen genutzt werden und es wird eine beliebige und flexible Trennwandstellung möglich.

### Offene Kühldeckensysteme
Offene Kühldecken besitzen Lüftungsöffnungen, so dass ein Austausch der oberhalb der Decke gekühlten Luft mit der warmen Raumluft stattfinden kann. Sie zählen zu den Konvektionsdecken.

#### Lamellen-Kühldecken
Bei Lamellenkühldecken werden einzelne Lamellenmodule mit variablen Achsabständen von der Decke abgehängt. Die Lamellen können aus einem stahlblechummantelten Wärmeleitprofil bestehen oder aus einer Aluminiumlamelle, die gleichzeitig das Wärmeleitprofil darstellt. Zusätzlich können bei Bedarf Mineralwolleinlagen eingesetzt werden, um eine höhere Schallabsorption zu gewährleisten.
Entsprechende Abstände und Abhänghöhen gewährleisten eine Konvektion bzw. „Luftumspülung“.
Verschiedene Ausführungen und variable Achsabstände der Lamellen beeinflussen Optik und Kühlleistung sowie die Schallabsorption. Der Raum zwischen den Lamellen lässt sich zur Integration von Leuchten, Sprinklern oder Lüftungssystemen nutzen. Diese Systeme eignen sich für Flughäfen und sonstige Gebäude mit strengen Brandschutzverordnungen.

#### Kühldeckensegel
Bei Kühldeckensegeln werden Teile der Deckenfläche abgehängt und als Kühldecke ausgeführt. Damit sind ästhetisch ansprechende Lösungen möglich. Durch die höhere Konvektion, welche durch ein aktives Deckensegel gegeben ist, weisen diese eine höhere spezifische Kühlleistung als geschlossene Kühldecken auf. Zu beachten sind die entsprechenden Abstände und Abhänghöhen, um die Konvektion bzw. „Luftumspülung“ zu gewährleisten.

### Kühlbalken
Kühlbalken sind sichtbar von der Decke abgehangene Kühl- oder Klimatisierungselemente, die sich gut zur nachträglichen Installation sowie zur Unterbringung weiterer haustechnischer Einrichtungen eignen.

## Auslegung

### Leistungsermittlung
Die Ermittlung der Kühlleistung erfolgt nach DIN EN 14240 in einem genormten Prüfraum.
Für Kühldecken mit glatter Oberfläche und eingegossenen bzw. eingeputzten Rohrregistern (homogene Systeme) kann mit sehr gutem Ergebnis ein allgemeingültiges Berechnungsverfahren auch auf der Basis des Algorithmus von Faxen verwendet werden, das für alle Rohrabmessungen und Rohrabstände anwendbar ist. Die Ergebnisse sind an Messwerten verifiziert worden und haben sich auch bei der Leistungsermittlung von Fußbodenheizungen bewährt. Für Konstruktionen mit Kontaktflächen zwischen den Rohren und der Deckenplatte (heterogene Systeme) sind spezielle, konstruktionsbezogene Berechnungsverfahren entwickelt worden. 
Da die Simulation der Leistung bedeutend kostengünstiger als die Normprüfung ist, haben die Simulationsverfahren große Bedeutung bei der Komponentenentwicklung erlangt. Somit sind nur noch abschließende Normprüfungen nach DIN EN 14240 erforderlich. Sehr kompliziert gestaltet sich die Leistungsbestimmung von Kühldecken mit Phasenwechselmaterial, da sich während des Betriebes ein Phasenwandel im Material vollzieht, wodurch Wärmespeichereffekte auftreten. Hierfür ist das Normprüfverfahren nicht anwendbar und experimentelle Untersuchungen sind wegen der zeitlich unterschiedlichen Randbedingungen außerordentlich aufwändig. Aus diesem Grund sind Berechnungsalgorithmen zur wärmetechnischen Simulation dieser Bauteile entwickelt worden.
Simulationsmodelle sind kostenlos downloadbar.
Wichtig beim Vergleich der einzelnen Kühldeckensystemleistungen sind die einzelnen Prüfverfahren. Es gibt die verschiedensten Anwendungen, wie z. B. eine Decke mit offener Fuge von ca. 100 mm, wobei die Decke dann nicht als geschlossene Decke betrachtet werden kann.
Die „alte“ Kühlleistungsprüfung nach DIN 4715-1 wurde bei einer Normuntertemperatur von 10 K durchgeführt. Es wird jedoch beim Vergleich der beiden Normen oft vergessen, dass bei 10 K Untertemperatur es schon zu einer Taupunktunterschreitung kommen kann. Beispielsweise benötigt man bei gewünschten 26 °C Raumtemperatur und 10 K Untertemperatur eine Vorlauftemperatur unter 16 °C, welche in den meisten Fällen nicht durchführbar ist.
Die neue Norm nach DIN EN 14240 berücksichtigt diese Problematik und wird bei einer Untertemperatur von 8 K gemessen, was in der Realität besser zutrifft.
Jedoch muss man dann von der „alten“ Norm mit einem speziellen Verfahren auf die neue Norm umrechnen, damit man die Werte richtig vergleichen kann. Hier können des Öfteren bewusst oder unbewusst Fehler auftreten und so verschiedene Systeme untereinander nicht richtig verglichen werden.
Wird die Kühldecke auch zur Erwärmung des Gebäudes genutzt, erfolgt die Ermittlung der Heizleistung nach DIN EN 14037-1:2016-12.

### Berechnung der aktiven Heiz-/Kühlfläche
Die Berechnung der aktiven Heiz-/Kühlfläche ist ausschlaggebend für die Leistungsermittlung. Diese Leistung wird immer in Watt/m² aktive Fläche angegeben. Es gibt mehrere Möglichkeiten, die Leistung zu ermitteln. Je nach Kriterium werden folgende DIN-Normen bei der Berechnung berücksichtigt:
|                                                       |
| Berechnung nach DIN 4715 Plattenlänge × Plattenbreite |

|                                                                                  |
| Berechnung nach DIN EN 14240 alt Wärmeleitprofillänge × Achsabstand × Stabanzahl |

|                                                                           |
| Berechnung nach DIN EN 14240 neu Registerlänge × Achsabstand × Stabanzahl |

|                                                           |
| Berechnung nach DIN Certco Registerlänge × Registerbreite |

## Schallabsorption mit Kühldecken
Zur Verbesserung der Schallabsorption werden bei den meisten Kühldeckensystemen Einlagen eingesetzt. Hierbei handelt es sich meistens um Akustikvliese oder Mineralwolle, die in das System integriert werden. Das Vlies dient zusätzlich als Rieselschutz bei Mineralwolleinlagen. Hierzu wird die Mineralwolle in PE-Folie geschweißt. Dies ist besonders wichtig, da durch den Temperaturunterschied zwischen dem Deckenhohlraum und dem Raum eine Luftzirkulation entsteht, die die einzelnen Fasern der Mineralwolle aufwirbelt und in den Raum transportiert.

## Kühldeckenhydraulik
Ein Kühlfeld besteht aus einem oder mehreren aktiven Kühldeckenelementen, die in Reihe zusammengeschlossen werden (z. B. durch edelstahlumflochtene Kunststoffschläuche). Dies ist Voraussetzung für eine gleichmäßige Durchströmung. Die Anzahl der aktiven Kühldecken ist so zu wählen, dass sich ein gewisser Druckverlust einstellt. Der Druckverlust nimmt Einfluss auf die spezifische Heiz- bzw. Kühlleistung. Ab einer kritischen Strömungsgeschwindigkeit wird aus der laminaren Strömung die turbulente Strömung. Dies wird beeinflusst durch die Größe des Rohrquerschnitts. Für eine optimale Wärmeaufnahme des Mediums ist eine turbulente Strömungsform erforderlich, die durch den gewissen Druckverlust entsteht.
Eine Regelzone besteht aus einem oder mehreren Kühlfeldern, die parallel an eine Verteilerleitung angeschlossen sind. Die Regelzonen sind vorwiegend raumweise oder achsweise gewählt. Die Größe der Regelzonen wird durch die Regelgruppe begrenzt. Mit dieser Regelgruppe wird der gesamte Kühlvorgang gesteuert.

### Hydraulische Komponenten für Kühldecken
Die einwandfreie Funktion einer Kühldecke hängt von den hydraulischen Komponenten ab. Zu den wichtigsten zwei Punkten zählen die Verbindungstechnik der einzelnen Verrohrungen und die Regelgruppe, mit der der gesamte Heiz-/Kühlvorgang gesteuert wird.

#### Anschluss- und Verbindungsschläuche
Bei der Anschluss- und Verbindungstechnik werden verschiedene Schlaucharten verwendet. Die Wahl der Schlaucharten hängt von dem Einsatzgebiet und von der Belastung ab, der die Schläuche ausgeliefert sind. Häufig verwendet werden z. B. edelstahlumflochtene Kunststoffschläuche, Ringwellschläuche oder einfache Kunststoffschläuche (sauerstoffdiffusionsdicht nach DIN 4726).

#### Multifunktionsregelgruppe
Für jede Regelzone wird eine Regelgruppe zur Durchgangsregelung, zum Einregulieren, zum Absperren und zum Befüllen/Entleeren benötigt. Ein großer Vorteil von Regelgruppen ist, dass in verschiedene Räumen unabhängig voneinander unterschiedliche Temperaturen erzeugt werden können, da jeder Raum seine eigene Regelgruppe besitzt. Diese Raumregelfunktion kann man mit der einer Bodenheizung vergleichen.